# Zavrh pri Galiciji
Zavrh pri Galiciji je naselje u slovenskoj Općini Žalecu. Zavrh pri Galiciji se nalazi u pokrajini Štajerskoj i statističkoj regiji Savinjskoj. 

## Stanovništvo
Prema popisu stanovništva iz 2002. godine naselje je imalo 141 stanovnika.